# Chionaspis austriaca
Chionaspis austriaca är en insektsart som beskrevs av Karl Hermann Leonhard Lindinger 1912. Chionaspis austriaca ingår i släktet Chionaspis och familjen pansarsköldlöss. Inga underarter finns listade i Catalogue of Life.